# Skiway Col
Der Skiway Col ist ein breiter Bergsattel im Osten der Adelaide-Insel westlich der Antarktischen Halbinsel. Auf der Wright-Halbinsel liegt er am nordwestlichen Ende des Reptile Ridge.
Das UK Antarctic Place-Names Committee benannte ihn 2004. Namensgebend ist der Umstand, dass der Sattel das Ende einer Orientierungsmarke für den Anflug der Landebahn bei der Rothera-Station darstellt.